# Ahotta
Ahotta is een geslacht van hooiwagens uit de familie Agoristenidae.
De wetenschappelijke naam Ahotta is voor het eerst geldig gepubliceerd door Šilhavý in 1973. 

## Soorten
Ahotta is monotypisch en omvat slechts de volgende soort:
- Ahotta hispaniolica